# Poropuntius laoensis
Poropuntius laoensis är en fiskart som först beskrevs av Günther, 1868.  Poropuntius laoensis ingår i släktet Poropuntius och familjen karpfiskar. IUCN kategoriserar arten globalt som livskraftig. Inga underarter finns listade i Catalogue of Life.